# Torku Şekerspor
La Torku Şekerspor (codice UCI: TRK) è una squadra maschile turca di ciclismo su strada. Attiva dalla stagione 2011 e basata a Konya, ha licenza da UCI Continental Team, la terza divisione del ciclismo mondiale.

## Storia
Nel 2015 la rosa vede i nuovi arrivi di Kevin Seeldraeyers e Tomasz Marczyński, rispettivamente dalla belga Wanty-Groupe Gobert e dalla polacca CCC-Polsat, mentre in ammiraglia il francese Lionel Marie, ex direttore sportivo di Giant, Garmin, Orica-GreenEDGE e Cofidis. Ingaggiato anche Ismail Aksoy, sono stati infine confermati Nazim Bakırcı, Miraç Kal, Ahmet Örken, Ahmet Akdilek, Muhammed Atalay, Bekir Baki Arkirsa, Rasim Reis, Feritcan Samli, Fettulah Köse, Fatih Keles e l'ucraino Serhij Hrečyn.
In stagione la squadra ottiene soprattutto successi in territorio turco: Akdilek si aggiudica il Tour of Çanakkale, Marczyński il Tour of Black Sea, Bakırcı il Tour of Ankara, Örken il Tour of Mevlana e il Tour of Aegean; all'estero Marczyński fa suo il Tour du Maroc. A fine anno Seeldraeyers, Marczyński, Hrečyn e Marie lasciano la squadra.

## Cronistoria

### Annuario
| Anno | Codice | Nome                          | Cat.        | Biciclette | Dirigenza |
| ---- | ------ | ----------------------------- | ----------- | ---------- | --- |
| 2011 | KTS    | Konya Torku Şeker Spor-Vivelo | Continental | Vivelo     | Manager: Kamil Comak Dir. sportivi: Todor Kolev, Mehmet Şafakçı, Sadettin Kızıl, Sergej Velikov                |
| 2012 | KTS    | Konya Torku Şeker Spor        | Continental | Vivelo     | Manager: Kamil Comak Dir. sportivi: Mehmet Şafakçı, Ergün Esenkaya, Sadettin Kızıl                             |
| 2013 | TRK    | Torku Şekerspor               | Continental | Salcano    | Manager: Mehmet Şafakçı Dir. sportivi: Ergün Esenkaya, Sadettin Kızıl                                          |
| 2014 | TRK    | Torku Şekerspor               | Continental | Salcano    | Manager: Mehmet Çınar Dir. sportivi: Mehmet Şafakçı, Aziz Ay, Ergün Esenkaya, Hasan Serkan Top, Sadettin Kızıl |
| 2015 | TRK    | Torku Şekerspor               | Continental | Salcano    | Manager: Mehmet Çınar Dir. sportivi: Mehmet Şafakçı, Lionel Marie, Sadettin Kızıl                              |
| 2016 | TRK    | Torku Şekerspor               | Continental | Salcano    | Manager: Sadettin Kızıl Dir. sportivi: Sadettin Kızıl                                                          |
| 2017 | TRK    | Torku Şekerspor               | Continental | Salcano    | Manager: Branko Filip Dir. sportivi: Branko Filip, Ismail Aksoy                                                |
| 2018 | TRK    | Torku Şekerspor               | Continental | Salcano    | Manager: Branko Filip Dir. sportivi: Branko Filip, Ismail Aksoy                                                |

### Classifiche UCI
| Anno | Class.     | Pos. | Migliore cl. individuale |
| ---- | ---------- | ---- | ------------------------ |
| 2011 | Africa T.  | 9º   | Miraç Kal (12º)          |
| 2011 | Europe T.  | 33º  | Vladimir Koev (90º)      |
| 2012 | Africa T.  | 10º  | Volodymyr Bileka (58º)   |
| 2012 | Asia T.    | 50º  | Volodymyr Bileka (168º)  |
| 2012 | Europe T.  | 57º  | Jurij Metlušenko (165º)  |
| 2013 | Africa T.  | 6º   | Mustafa Sayar (14º)      |
| 2013 | Asia T.    | 12º  | Andrej Mizurov (17º)     |
| 2013 | Europe T.  | 48º  | Serhij Hrečyn (108º)     |
| 2014 | Asia T.    | 30º  | Ahmet Örken (32º)        |
| 2014 | Europe T.  | 72º  | Feritcan Şamlı (331º)    |
| 2015 | Africa T.  | 6º   | Tomasz Marczyński (23º)  |
| 2015 | Asia T.    | 36º  | Ahmet Örken (53º)        |
| 2015 | Europe T.  | 19º  | Ahmet Örken (51º)        |
| 2016 | Europe T.  | 59º  | Ahmet Örken (441º)       |
| 2017 | Africa T.  | 3º   | Ahmet Örken (20º)        |
| 2017 | America T. | 44º  | Ivan Balykin (195º)      |
| 2017 | Asia T.    | 43º  | Luca Chirico (136º)      |
| 2017 | Europe T.  | 59º  | Ahmet Örken (376º)       |

## Palmarès
Aggiornato al 31 dicembre 2017.

### Grandi Giri
- Giro d'Italia

Partecipazioni: 0
- Tour de France

Partecipazioni: 0
- Vuelta a España

Partecipazioni: 0

### Campionati nazionali
- Campionati bulgari : 1

In linea: 2011 (Danail Petrov)
- Campionati kazaki : 1

Cronometro: 2013 (Andrej Mizurov)
- Campionati turchi: 9

In linea: 2012 (Miraç Kal), 2013 (Nazim Bakırcı), 2014 (Feritcan Şamlı), 2015 (Ahmet Akdylek)
Cronometro: 2013 (Bekir Baki Akırşan); 2014, 2015, 2016, 2017 (Ahmet Örken)
- Campionati polacchi: 1

In linea: 2015 (Tomasz Marczyński)

## Organico 2018
Aggiornato all'11 febbraio 2018.

### Staff tecnico
|  | Naz.                | Ruolo  | Sportivo     |  |  |  |
|  | ------------------- | ------ | ------------ |  |  |  |
|  | Slovenia (bandiera) | GM, DS | Branko Filip |  |  |  |
|  | Turchia (bandiera)  | DS     | Ismail Aksoy |  |  |  |

### Rosa
|  | Naz.                |  | Sportivo          | Anno |  |  |
|  | ------------------- |  | ----------------- | ---- |  |  |
|  | Turchia (bandiera)  |  | Fethi Acar        | 1996 |  |  |
|  | Turchia (bandiera)  |  | Ahmet Akdilek     | 1988 |  |  |
|  | Turchia (bandiera)  |  | Muhammet Atalay   | 1989 |  |  |
|  | Turchia (bandiera)  |  | Nazim Bakırcı     | 1986 |  |  |
|  | Turchia (bandiera)  |  | Onur Balkan       | 1996 |  |  |
|  | Turchia (bandiera)  |  | Serkan Balkan     | 1994 |  |  |
|  | Russia (bandiera)   |  | Ivan Balykin      | 1990 |  |  |
|  | Turchia (bandiera)  |  | Halil Dilek       | 1998 |  |  |
|  | Turchia (bandiera)  |  | Ahmet Örencik     | 1999 |  |  |
|  | Turchia (bandiera)  |  | Batuhan Özgür     | 1998 |  |  |
|  | Moldavia (bandiera) |  | Cristian Raileanu | 1993 |  |  |
|  | Turchia (bandiera)  |  | Feritcan Şamlı    | 1994 |  |  |